# Gladiateur (comics)
Melvin Potter, alias le Gladiateur (« Gladiator » en VO) est un super-vilain évoluant dans l'univers Marvel de la maison d'édition Marvel Comics. Créé par le scénariste Stan Lee et le dessinateur John Romita, Sr., le personnage de fiction apparaît pour la première fois dans le comic book Daredevil (vol. 1) #18 en juillet 1966.
Autrefois un super-vilain et un ennemi de Daredevil, le Gladiateur s'est depuis rangé et est devenu un supporter du justicier aveugle.

## Biographie du personnage

### Origines
Melvin Potter est un créateur de vêtements new-yorkais qui un jour décide de devenir un criminel professionnel. Il prend alors l'identité du Gladiateur et s'équipe d'un costume composé d'une armure et de lames métalliques circulaires. À sa première apparition publique, il affronte Daredevil.

### Parcours
Potter travaille ensuite pour la Maggia, puis s'associe à Électro et ses Émissaires du mal. Il est aussi engagé par Whitney Frost pour saboter Stark Enterprises, mais est vite vaincu par Iron Man.
On le voit plus tard aux côtés du Chasseur, puis du Scarabée. Il se retrouve ensuite sous la coupe de l'Homme-pourpre et attaque de nouveau Daredevil.
Potter décide bientôt d'arrêter sa carrière de criminel et épousa sa thérapeute, Betsy Beatty.
Il ressort son armure pour assister Elektra et Daredevil contre la Main. Mais, sous la pression d'un chef de la pègre qui menaçait sa jeune fille, il est forcé de capturer Daredevil. Battu par le Tigre blanc, il est arrêté.
En prison, il est accusé d'avoir tué deux codétenus. Daredevil le lave de tout soupçon mais, hélas, Potter attaque des gardes pour s'échapper et se réfugie dans les égouts. Dans une crise de folie, il ravage Chinatown, tuant plusieurs personnes. Quand il reprend ses esprits, il tente de se suicider, horrifié par ses actes, mais est arrêté par Daredevil. Il retourne en prison et subit des soins psychiatriques.

## Pouvoirs, capacités et équipement
Le Gladiateur n'a aucun super-pouvoir. En revanche, c'est un superbe combattant, au physique imposant et massif.
Il possède une armure métallique avec un heaume et des gants armés de scies circulaires en titane, une à chaque main. Des petits rotors situés dans les gants font tourner les lames à grande vitesse ; ces lames tourbillonnantes peuvent également être détachées pour servir de projectiles à courte portée.
Dans la vie civile, Melvin Potter est un créateur de vêtements accompli, compétent dans la conception, la création et la couture de ses vêtements à partir de divers matériaux,.

## Apparitions dans d'autres médias
Sauf indication contraire, les informations mentionnées dans cette section peuvent être confirmées par la base de données cinématographiques IMDb,  présente dans la section « Liens externes ».

### Télévision
Interprété par Matt Gerald dans l'univers cinématographique Marvel
- depuis 2015 : Daredevil (série télévisée)